# Olga Preobrazhénskaya
Olga Iósifovna Preobrazhénskaya (en ruso О́льга Ио́сифовна Преображе́нская) (1871 – 1962), conocida también como Olga Preobrajenska, fue bailarina de ballet rusa, probablemente la más querida del Ballet Imperial Ruso. 
En 1879, se unió a la Escuela del Ballet Imperial, donde sus maestros fueron Nicholas Legat, Enrico Cecchetti y Christian Johansson. Después de 10 años de entrenamiento intensivo, se trasladó al Teatro Mariinski, donde trabajaría por el siguiente cuarto de siglo. En 1900, obtuvo el título de prima ballerina. 
Después de la Revolución de Octubre (1917), Preobrazhénskaya se dedicó a enseñar a nuevas generaciones de bailarines, primero en Petrogrado, y luego en París donde dio clases en los legendarios Estudios Wacker. 
Todo gran bailarín de mediados del siglo XX la visitó para tomar lecciones. Entre sus alumnos:Tamara Tumánova, George Skibine, Nina Vyroubova, Vladimir Skouratoff.
Olga Preobrazhénskaya murió en 1962 y fue enterrada en el Cimetière de Sainte Geneviéve des Bois - El cementerio ruso de París.

## Referencias

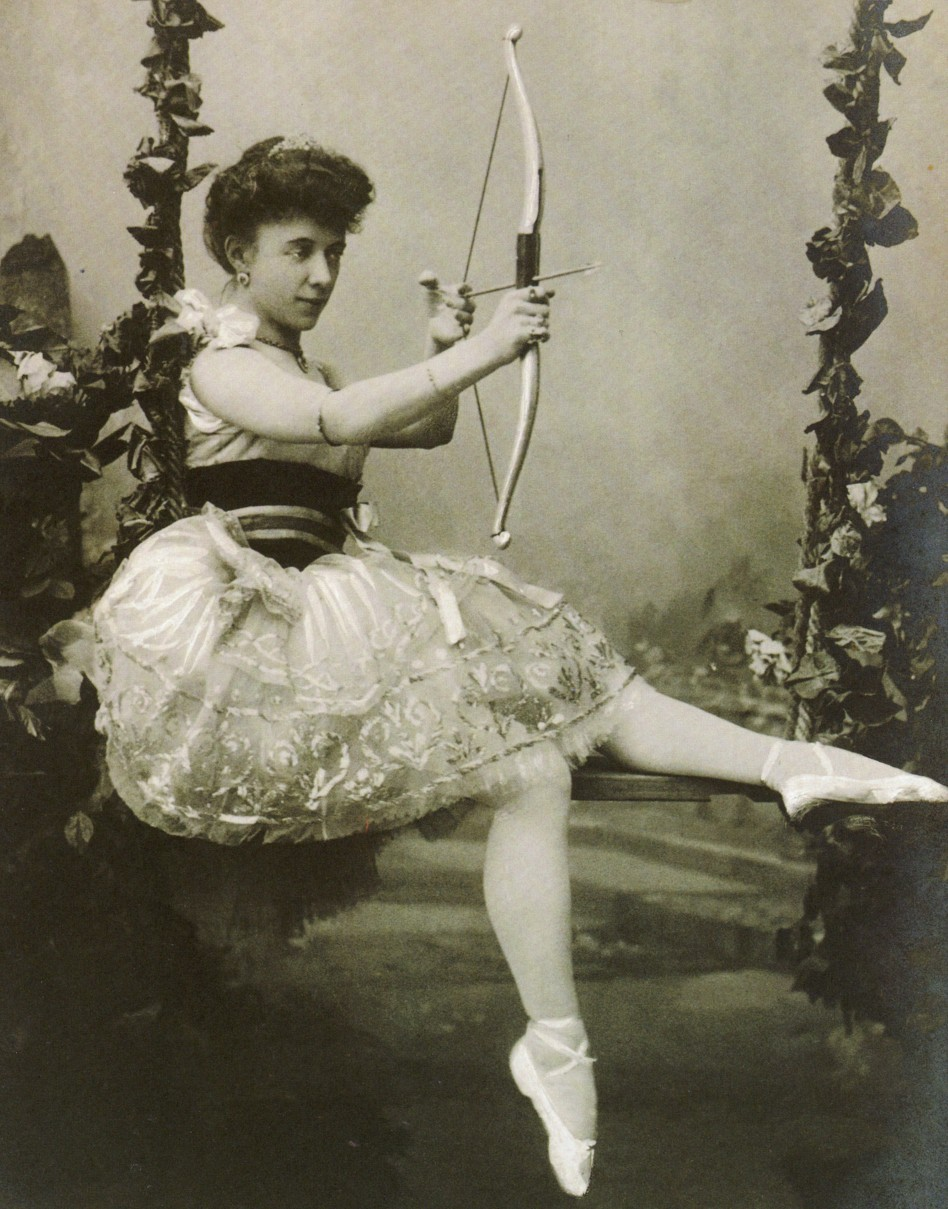
Como Sylvia de Leo Delibes.